# Bowdon, North Dakota
Bowdon är en ort i Wells County i delstaten North Dakota, USA.